# Ла Догаја (Пиза)
Ла Догаја је насеље у Италији у округу Пиза, региону Тоскана.
Према процени из 2011. у насељу је живело 101 становника. Насеље се налази на надморској висини од 24 м.